# Брабазон, Уильям, 9-й граф Мит
Уильям Брабазон, 9-й граф Мит (англ. William Brabazon, 9th Earl of Meath; 6 июля 1769 — 26 мая 1797) — англо-ирландский пэр. Он носил титул учтивости — виконт Брабазон с 1779 по 1790 год.

## Биография
Родился 6 июля 1769 года. Второй сын Энтони Брабазона, 8-го графа Мита (1721—1790), и его жены Грейс Ли (? — 1812), дочери Джона Ли.
В 1779 году после смерти своего старшего брата Чауорта Брабазона, виконта Брабазона, Уильям унаследовал титул учтивости — виконт Брабазон.
Уильям Брабазон заседал в Ирландской палате общин от графства Дублин с 1789 по 1790 год.
4 января 1790 года после смерти своего отца Уильям Брабазон унаследовал титулы 9-го графа Мита (Пэрство Ирландии) и 10-го барона Арди в графстве Лаут (Пэрство Ирландии), став членом Ирландской палаты лордов.
Хранитель рукописей (Custos Rotulorum) графства Уиклоу с 1790 по 1797 год.
Лорд Мит никогда не был женат. 26 мая 1797 года 27-летний Уильям Брабазон погиб на дуэли с капитаном Робертом Гором. Ему наследовал его младший брат, Джон Брабазон, 10-й граф Мит.